# Sathrochthonius venezuelanus
Sathrochthonius venezuelanus är en spindeldjursart som beskrevs av William B. Muchmore 1989. Sathrochthonius venezuelanus ingår i släktet Sathrochthonius och familjen käkklokrypare. Inga underarter finns listade i Catalogue of Life.